# Ascensionfregattfågel
Ascensionfregattfågel (Fregata aquila) är en fågel i familjen fregattfåglar inom ordningen sulfåglar. Den häckar i endast en liten ögrupp i Sydatlanten och är följaktligen fåtalig.

## Utseende
Ascensionfregattfågeln är en mycket stor havslevande fågel, liksom övriga fregattfåglar med långa vingar och lång kluven stjärt. Hanen är i princip identiskt med praktfregattfågeln med sin helsvarta dräkt, grönglans på huvudet och röd strupsäck som blåses upp till en boll under spelet. Honan däremot skiljer sig från hona praktfregattfågel (liksom alla fregattfåglar) genom avsaknaden av vitt på huvud och kropp. I övrigt är honan mörkbrun med rostbrunt halsband och bröst.

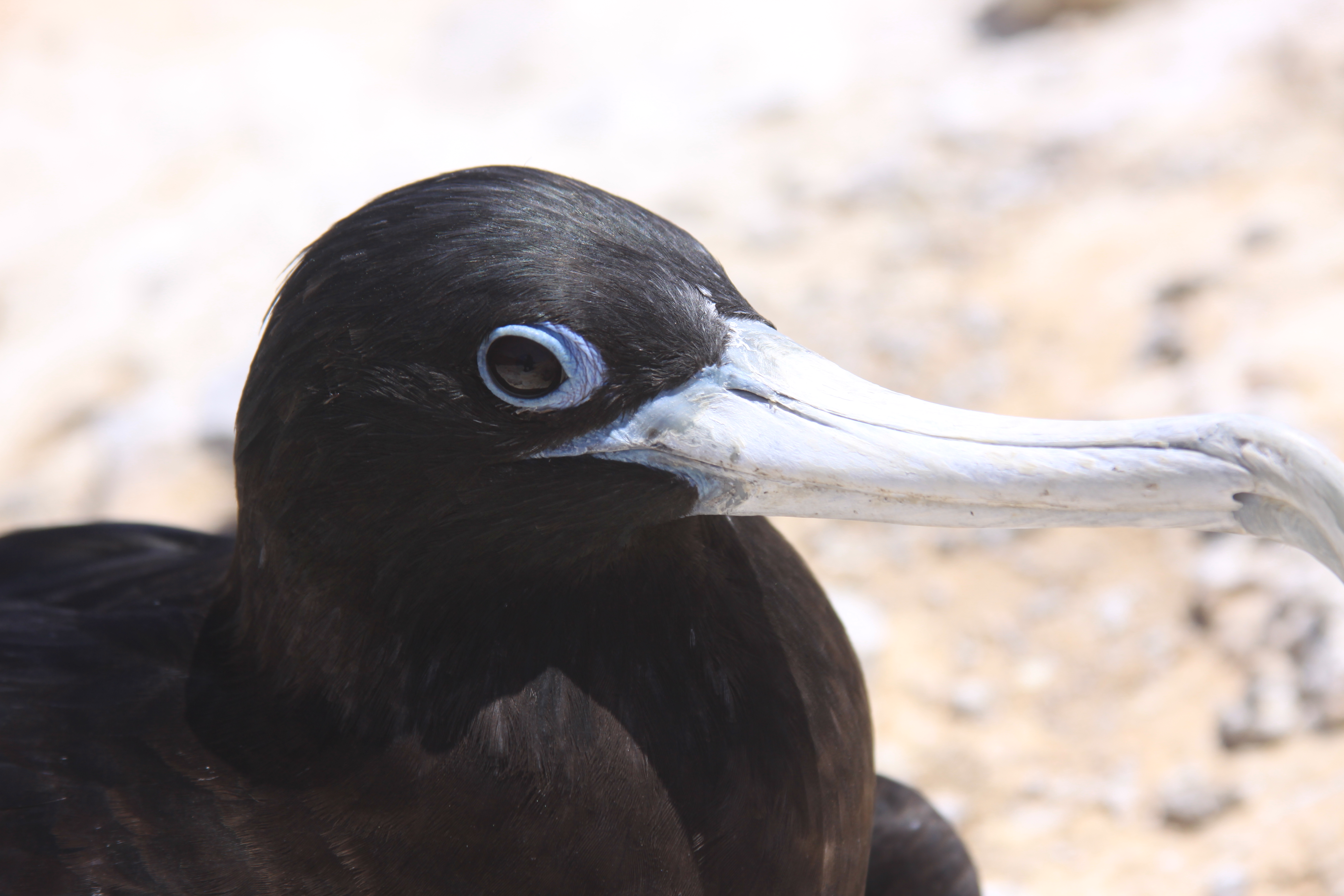
Hona.

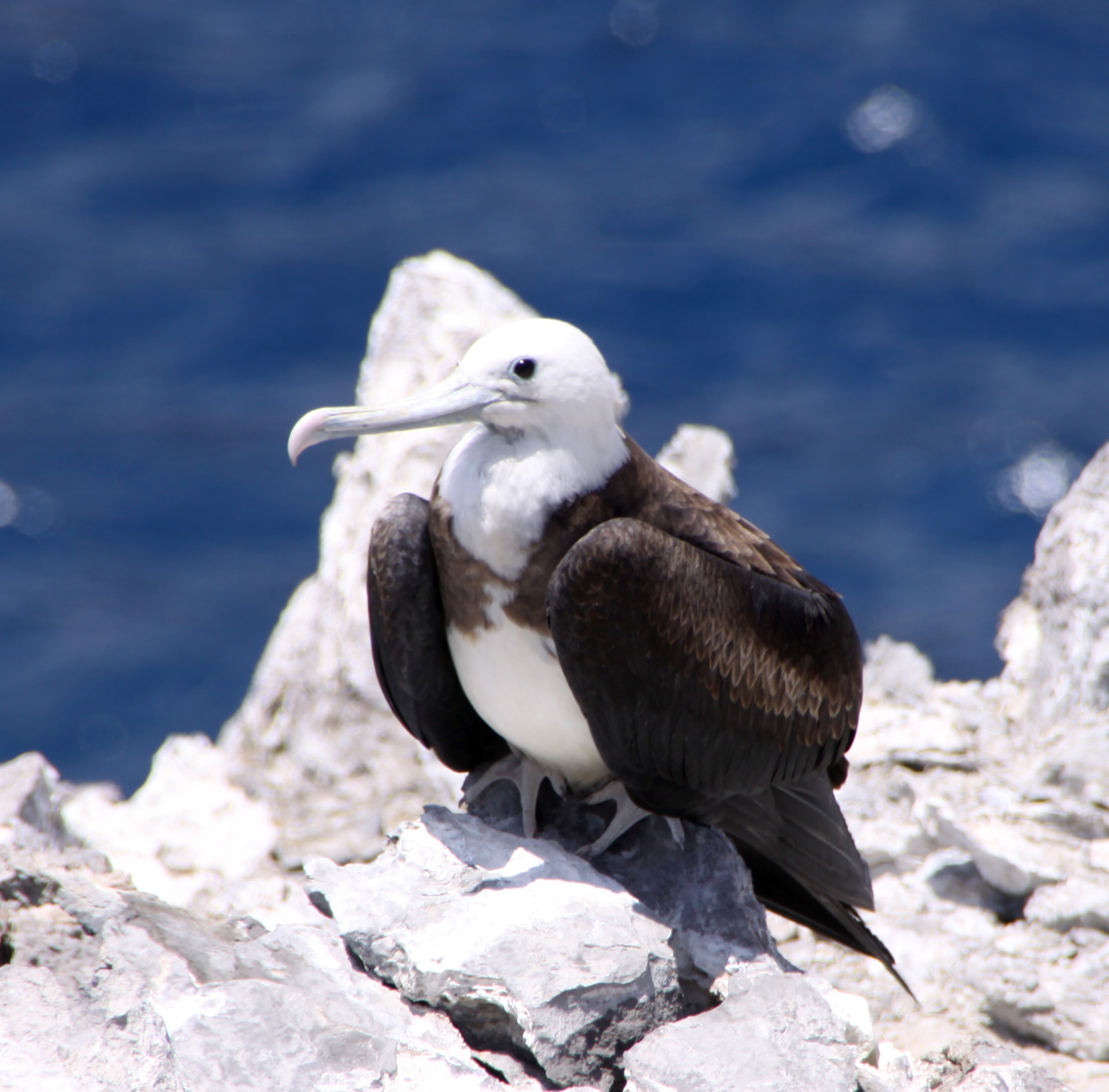
Ung ascensionfregattfågel.

## Utbredning
Fågeln häckar enbart i den isolerade ögruppen Ascension i Sydatlanten, där fram tills nyligen endast på det lilla skäret Boatswainbird. Sedan 2012 har den dock återkoloniserat huvudön efter att man gjort den fri från katter.
Efter häckning sprider den sig till vattnen utanför Västafrika. Arten har påträffats i Europa vid två tillfällen, båda gånger märkligt nog i Argyll, Skottland: 10 juli 1953 och nästan exakt 60 år senare 5 juli 2013. Den har även setts i Brasilien.

## Ekologi
Ascensionfregattfågeln häckar i fyra lösa kolonier, huvudsakligen på Boatswainbird Islands högplatå. Sedan 2012 finns även en liten koloni på sydvästsidan av klippön Letterbox mindre än en kilometer från Boatswainbird. Den häckar året runt, men med en topp i oktober. Den lägger endast ett ägg och häckningsframgången är ofta dålig, där chansen för överlevnad endast är 50%.

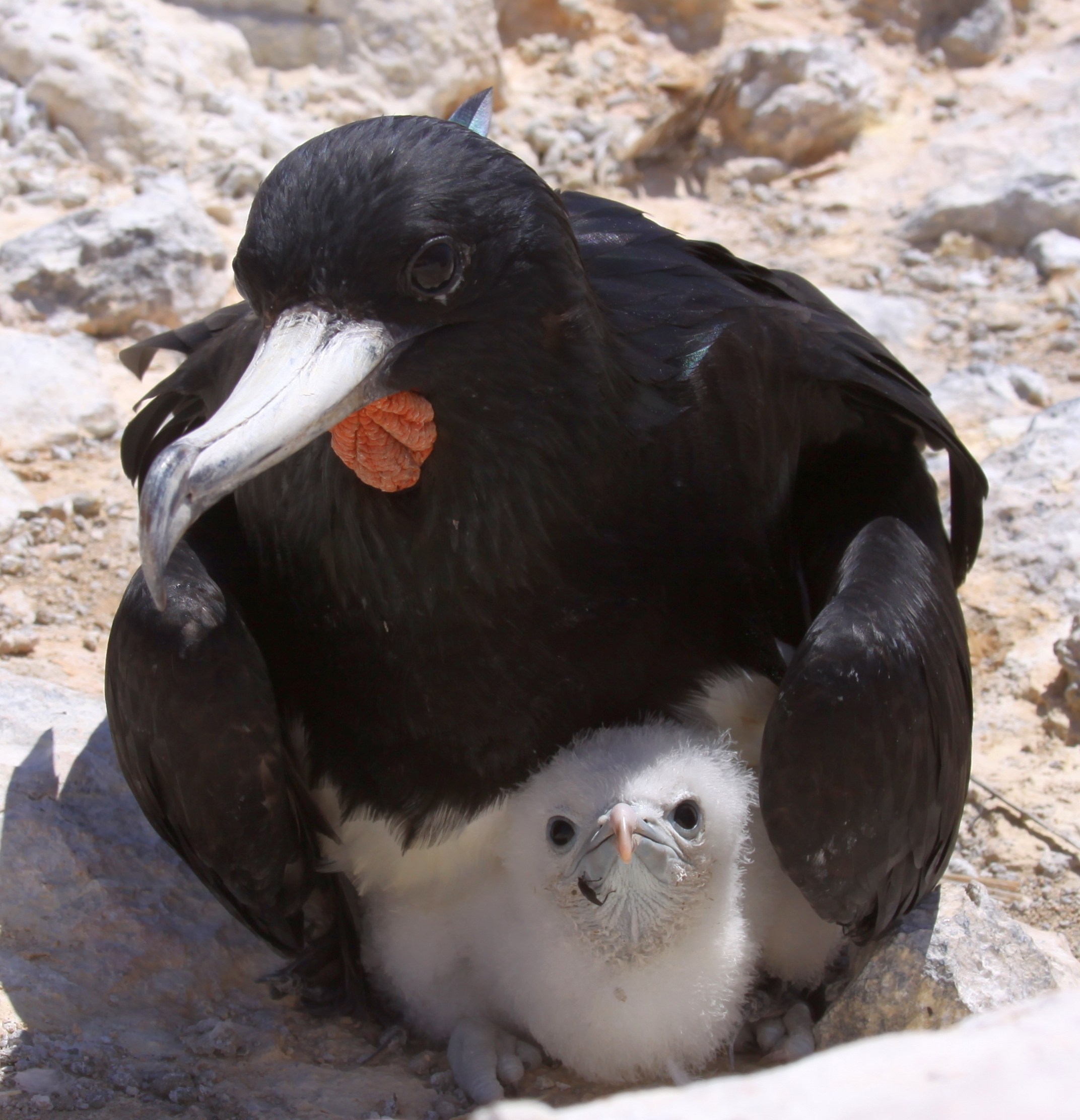
Hane med unge.

Fågeln är i unik i familjen genom att inte huvudsakligen vara kleptoparasiter utan tar fisk från ytan, framför allt flygfiskar i släktena Cypsilurus och Hirundichthys samt arten Exocoetus volitans, men också nykläckta ungar av grön havssköldpadda Chelonia mydas. Troligen är det endast honor som ägnar sig åt kleptoparasitism.

## Status
Eftersom arten har en mycket begränsat utbredning där nästan hela världspopulationen häckar på en enda ö kategoriserar internationella naturvårdsunionen arten som sårbar. Världspopulationen uppskattas till mellan 25.000 och 32.000 individer, Arten kan hotas av långrevsfiske som sedan 1988 bedrivs i området, även om direkta bevis saknas. Det har dock förekommit att den har fångats under sportfiske.